# Ecclesia in America
Ecclesia in America – adhortacja papieża Jana Pawła II wydana w roku 1999.
Adhortacja ta stanowi podsumowanie Specjalnego Synodu Biskupów dla Ameryki, który zebrał się w Rzymie w roku 1997. Papież podpisał dokument w Meksyku 22 stycznia 1999, w czasie swojej 85. podróży apostolskiej do Meksyku i Stanów Zjednoczonych.
Jan Paweł II pisząc ten dokument oparł się przede wszystkim na Piśmie Św., nauczaniu soborów powszechnych, materiałów wypracowanych przez synod biskupów.

Posynodalna Adhortacja Apostolska Ecclesia in America Ojca Świętego Jana Pawła II. Do Biskupów, do Kapłanów i Diakonów, do Zakonników i Zakonnic oraz do wszystkich Wiernych o spotkaniu z żywym Chrystusem, Drogą nawrócenia, jedności i solidarności w Ameryce

## Główne tematy
- Prawo tubylców do własnej ziemi
- Sprzeciw wobec marginalizacji imigrantów
- Ewangelizacja Ameryk wciąż trwa
- Negatywne skutki globalizacji
- Zadłużenie zewnętrzne licznych krajów
- Handel i używanie narkotyków
- Troska o poszanowanie praw człowieka
- Urbanizacja
- Korupcja
- Dbałość o środowisko naturalne